# Rahman Soyudoğru
Rahman Soyudoğru (* 6. Januar 1989 in Ravensburg) ist ein deutsch-türkischer Fußballspieler und Trainer.

## Geburt und Kindheit
Soyudoğru wurde 1989 als Sohn türkischer Einwanderer in Ravensburg (Baden-Württemberg) geboren, wo er auch aufwuchs. Soyudoğrus Vorfahren kamen als Gastarbeiter aus der zentralanatolischen Provinz Sivas in die Bundesrepublik. Ferner ist Soyudoğru der Cousin des ehemaligen türkischen Nationalspielers und Bundesligakteurs Ömer Toprak.

## Karriere

### Nachwuchs
Soyudoğru begann mit dem Fußball in der Jugend des FV Ravensburg und wechselte von dort 2005 in die Nachwuchsakademie des SC Freiburg. Mit der A-Jugend des SC wurde er 2006 deutscher U-19-Pokalsieger, 2008 U19-Meister und vor Julian Schieber und Thomas Müller Torschützenkönig der A-Jugend-Bundesliga Süd/Südwest. Von 2005 bis 2006 besuchte er die Max Weber-Schule in Freiburg.

### Seniorenbereich
Im Sommer 2008 wurde er dann in den Kader der zweiten Mannschaft des SC Freiburg befördert. Am 1. Spieltag der viertklassigen Regionalliga gab er sein Debüt im Seniorenbereich, als er beim 1:3 gegen die zweite Mannschaft der SpVgg Greuther Fürth in der 58. Minute für Florian Hornig eingewechselt wurde. Einen Spieltag später, gegen den SV Waldhof Mannheim, wurde er in der 56. Minute eingewechselt – ebenfalls für Florian Hornig – und markierte in der 74. Minute das 2:2, sein erstes Tor im Seniorenbereich. Trotzdem verlor die Reserve des SC Freiburg mit 2:3. In der Folge bestritt er 20 weitere Spiele, in denen er zu sechs weiteren Treffern kam. In 22 Spielen spielte er jedoch nur siebenmal 90 Minuten. In der Folgesaison bestritt Soyudoğru nur sieben Spiele. Aus diesem Grund verließ er in der Winterpause den SC Freiburg und wechselte in die Türkei, das Heimatland seiner Eltern, um beim Erstligisten Sivasspor zu unterschreiben. Es dauerte jedoch bis zum 14. März 2010, ehe er dann zu seinem Profidebüt kam. Am 25. Spieltag der Saison 2009/10 wurde er, gegen Antalyaspor, in der 79. Minute für Mehmet Yildiz eingewechselt. Es blieb Soyudoğrus einziger Saisoneinsatz sowie sein einziger Einsatz für Sivasspor. Im Sommer 2010 ging er dann weiter zum Drittligisten Göztepe Izmir, wo er zu keinem Einsatz kam. In der Winterpause der Saison 2010/11 wechselte er zum österreichischen Zweitligisten SCR Altach. Am 22. Spieltag (8. März 2011) spielte Soyudoğru erstmals für die Vorarlberger, als er gegen First Vienna FC in der 89. Minute für Yeray eingewechselt wurde. Dies blieb sein einziger Einsatz in der Saison, ansonsten war er noch für dessen Reserveteam aktiv. Nach einem Jahr beim FC Singen 04 wechselte er zur Saison 2013/14 zurück in seine Heimatstadt zu seinem ehemaligen Jugendverein FV Ravensburg und spielt mit diesem seitdem in der Fußball-Oberliga Baden-Württemberg. Ende Mai 2016 gewann er mit dem Klub an der Seite von unter anderem Steffen Wohlfarth und Ndriqim Halili den WFV-Pokal 2015/16, zum 5:2-Endspielerfolg über den Ligakonkurrenten FSV 08 Bissingen trug er mit einem Treffer bei. Bereits im Vorjahr hatte er mit dem Klub das Endspiel erreicht, gegen den SSV Reutlingen 05 aber mit einer 1:2-Niederlage den Kürzeren gezogen. Nach zehn Jahren mit insgesamt 216 Pflichtspielen (84 Tore) und in der letzten Spielzeit auch als Co-Trainer tätig, wechselte Soyudoğru im Sommer 2023 weiter zum Kreisligisten SK Weingarten. Parallel dazu ist er auch weiterhin als Co-Trainer des FV Ravensburg aktiv.

### Nationalmannschaft
2008 nahm Soyudoğru mit der deutschen U-19 an der U-19-Fußball-Europameisterschaft 2008 teil; zuvor hat er für diese Mannschaft kein Spiel bestritten. Am 14. Juli 2008, im Gruppenspiel gegen Spanien, gab Soyudoğru sein Debüt für die U-19. Hierbei wurde er in der 89. Minute für Richard Sukuta-Pasu eingewechselt. Drei Tage später kam er gegen Bulgarien zu seinem zweiten Turniereinsatz; das Spiel war sein letztes im Turnier und auch das letzte für die U-19. Das Turnier selbst endete mit dem Titelgewinn. Am 3. September 2008 lief Soyudoğru erstmals für Deutschlands U-20 auf; gegen Österreich wurde Soyudoğru zu Beginn der zweiten Halbzeit für Manuel Schäffler eingewechselt. Mehr als ein Jahr später kam Soyudoğru gegen die Schweiz zu einem weiteren Einsatz.

## Erfolge
Verein
- Deutscher U-19-Pokalsieger: 2006
- Deutscher U-19-Meister: 2008
- Württembergischer Pokalsieger: 2016

Nationalmannschaft
- U-19-Europameister: 2008